# Ерменрих
Ерменрих (на немски: Ermenrich, също Hermerich, Hermanarici, на испански и португалски език: Hermerico, * ок. 360, † 441) е първият крал на свебите в бившата римска провинция Галеция (Gallaecia), намираща се в северозапада на Иберийския полуостров (в Испания и Португалия). Той управлява от 409 до 438 г.

## Произход и управление
Той произлиза вероятно от Моравия и Горна Унгария/Дунав.
През 406 г. той пресича Рейн и опустошава Галия. По времето на неговото управление свебите се установяват през 409 г. в Галиция и основават през 411 г. царството на Свебите. Той се разболява и от 438 г. не може да управлява.

## Деца
Ерменрих е баща на:
- крал Речила (* ок. 400, † август 448)
- княз Хунимунд (* ок. 395, † сл. 469)

## Виж също
- За краля на готите виж Ерманарих.